# کورلینو
کورلینو (به لهستانی:  Korlino) یک روستا در لهستان است که در گمینا پوستومینو واقع شده‌است.
 کورلینو   ۱۰ متر بالاتر از سطح دریا واقع شده‌است.